# Мария Анна Австрийская (1738—1789)
Эрцгерцогиня Мария Анна Йозефа Антония Габсбург-Лотарингская (нем. Maria Anna Josepha Antonia von Habsburg-Lothringen; 6 октября 1738, Вена — 19 ноября 1789, Клагенфурт) — дочь императрицы Марии-Терезии.

## Биография
Эрцгерцогиня Мария Анна (иногда также Марианна) была второй дочерью Марии-Терезии и Франца Стефана Лотарингского. Мария-Терезия обращала мало внимания на воспитание дочери: главным для неё был наследник трона, Иосиф, а из дочерей любимицей стала Мария Кристина. В 1757 году Мария Анна перенесла тяжёлое лёгочное заболевание. Она была при смерти и получила миропомазание. Эрцгерцогиня выздоровела, но с тех пор страдала астмой и искривлением позвоночника. У Марии Анны установились особенно тесные отношения с отцом; она разделяла его увлечение естественными науками.
В 1765 году семья гостила на свадьбе второго сына Марии-Терезии, Леопольда в Инсбруке. Проездом они посетили Клагенфурт, где Мария Анна побывала в женском монастыре. Эта поездка оказала на неё большое влияние. Кончина отца 18 августа 1765 года укрепила её в решении уйти в монастырь. Из-за состояния здоровья Марии Анны выдать её замуж оказалось невозможно, и её сделали в 1766 году аббатисой женского монастыря в Праге, где она должна была получать пенсию в 20 000 гульденов. Эрцгерцогиня не захотела жить в Праге и настояла на своём переводе в Клагенфурт, где для неё специально построили дом.
Под руководством Игнаца фон Борна Мария Анна занялась приумножением принадлежавшей её отцу коллекции минералов и насекомых, которая впоследствии стала частью Музея естествознания в Вене. Она также увлекалась нумизматикой и выпустила книгу о памятных монетах, выпущенных в царствование Марии-Терезии, занималась живописью и рисованием. Эрцгерцогиня интересовалась археологией и сама принимала участие в раскопках.
В 1780 году, после кончины Марии-Терезии, Мария Анна окончательно переселилась в Клагенфурт, где скончалась в 1789 году после тяжёлой болезни.